# Entre nosaltres
Entre nosaltres (originalment en francès, Deux) és una pel·lícula dramàtica francesa de 2019 dirigida per Filippo Meneghetti. Va ser seleccionada com la candidatura francesa per al Millor Llargmetratge Internacional en la 93a edició dels Premis de l'Acadèmia, formant part de la llista de selecció de quinze pel·lícules. S'ha doblat i subtitulat al català.

## Argument
Dues dones majors, que són veïnes, són també amants des de fa dècades.

## Repartiment
- Barbara Sukowa com a Nina Dorn
- Martine Chevallier com a Madeleine Girard
- Léa Drucker com a n'Anne
- Jérôme Varanfrain com a en Frédéric
- Muriel Bénazéraf com a na Muriel
- Augustin Reynes com a en Théo